# شهسوار (هریس)
شهسوار یکی از روستاهای استان آذربایجان شرقی است. که در دهستان بدوستان غربی بخش خواجه شهرستان هریس واقع شده‌است.